# Dennis Helmich

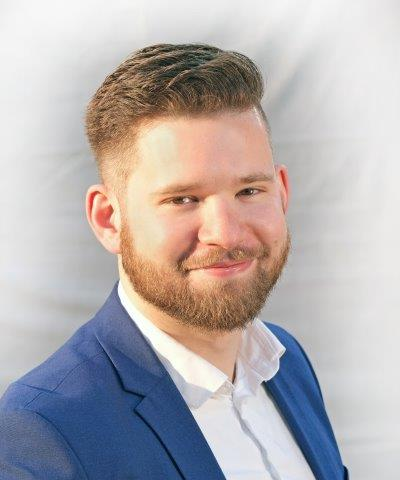
Dennis Helmich

Dennis Helmich (* 8. September 1991 in Moers) ist ein deutscher Politiker (Bündnis 90/Die Grünen). Er ist seit dem 27. November 2021 Co-Vorsitzender von Bündnis 90/Die Grünen Sachsen-Anhalt.

## Leben
Aufgewachsen am Niederrhein, legte Helmich im Jahr 2010 sein Abitur in Moers ab. Danach absolvierte er ein Freiwilliges Soziales Jahr und studierte anschließend Politikwissenschaft und Soziologie an der Martin-Luther-Universität Halle-Wittenberg. Von 2016 bis 2021 war er Mitarbeiter im Landtagsbüro des Abgeordneten Wolfgang Aldag.
Dennis Helmich ist verheiratet und lebt in Halle (Saale).

## Politik
Helmich trat 2009 den Grünen bei. Von 2011 bis 2013 amtierte er als Sprecher der Grünen Jugend in Sachsen-Anhalt. Von 2013 bis 2015 war er Sprecher der Landesfachgruppe Soziales, Gesundheit und Arbeitsmarkt der sachsen-anhaltischen Grünen. Von 2014 bis 2015 war Helmich Beisitzer im Vorstand der Landespartei.
Am 27. November 2021 wurde Helmich gemeinsam mit Madeleine Linke zum Co-Vorsitzenden von Bündnis 90/Die Grünen Sachsen-Anhalt gewählt. Er setzte sich auf dem 45. Landesparteitag der sachsen-anhaltischen Grünen mit 63 % der Stimmen gegen einen Gegenkandidaten durch.
Nach den Kommunalwahlen in Sachsen-Anhalt 2014 gehört er seit 2015 infolge des Ausscheidens eines Stadtratsmitglieds dem Stadtrat der Stadt Halle an der Saale an und ist seit 2019 stellvertretender Vorsitzender der bündnisgrünen Stadtratsfraktion.

## Politische Positionen
Die Landesvorsitzenden Linke und Helmich haben sich zum Ziel gesetzt, die politische Verankerung der sachsen-anhaltischen Grünen, insbesondere im ländlichen Raum, zu verbessern. Helmich möchte zudem die Kompetenz, die der Partei im Bereich der Klimapolitik zugeschrieben wird, besser mit einer Kompetenz in den Bereichen der Wirtschafts- und der Sozialpolitik verbinden.